# Daniil Serokhvostov
Daniil Ruslanovitch Serokhvostov (en russe : Даниил Русланович Серохвостов) est un biathlète russe, né le 4 avril 1999 à Barnaoul.

## Carrière
Daniil Serokhvostov fait ses débuts internationaux en 2019 sur le circuit de l'IBU Cup Junior avec une 2e place sur l'individuel et une 4e place sur le sprint de Pokljuka. Ses résultats individuels lors des championnats du monde junior 2020 à Lenzerheide sont décevants mais, fort d'une belle course, il remporte cependant le titre mondial en relais avec Kiril Bazhin, Vadim Istamgulov et Said Khalili. Malgré ses qualités de skieur, il sera à nouveau en échec lors des mondiaux junior 2021 en raison d'un tir médiocre.
Il intègre le circuit de l'IBU Cup en janvier 2021 à Arber, où il remporte notamment le relais mixte en compagnie de Saïd Khalili, d'Anastasiia Goreeva et de Valeriia Vasnetcova devant la France et la Norvège. Sa meilleure place individuelle de la saison est 6e, sur le sprint d'Arber. Il termine 41e du classement général de l'IBU Cup 2021.
Il fait ses débuts en coupe du monde à Östersund sur l'étape d'ouverture de la saison 2021-2022. Il y réalise de prometteuses performances, avec une 15e place sur l'individuel et une 23e place sur le sprint, qui lui permettent d'être maintenu dans le groupe russe en Coupe du monde, contrairement à Matvey Eliseev et Evgeniy Garanichev. En terminant troisième du premier relais de la saison à Östersund la semaine suivante, il monte sur son premier podium dans l'élite en compagnie de ses équipiers Said Khalili, Alexander Loginov et Eduard Latypov. Il participe ensuite à la victoire de son équipe lors du relais à Ruhpolding en Allemagne, accompagné de Khalili, Loginov et Maksim Tsvetkov.
Serokhvostov fait partie des dix biathlètes (cinq hommes et cinq femmes) sélectionnés par le Comité olympique russe afin de participer aux Jeux olympiques 2022 à Pékin en Chine.
Le 26 février 2022, à la suite de l'invasion militaire de l'Ukraine par la Russie, les biathlètes russes ne sont pas autorisés par les autorités estoniennes à se rendre à l'étape de coupe du monde à Otepää. Dans la même journée, l'IBU décide que les biathlètes russes participeront aux épreuves restantes sous bannière neutre, ce qui provoque une réaction de la fédération russe qui retire l'ensemble de ces athlètes pour la fin de saison de coupe du monde.

## Palmarès

### Jeux olympiques
| Édition / Épreuve | Individuel | Sprint | Poursuite | Mass start | Relais | Relais mixte |
| ----------------- | ---------- | ------ | --------- | ---------- | ------ | ------------ |
| Pékin 2022        | —          | 19e    | 39e       | —          | —      | —            |

Légende :
- — : non disputée par Serokhvostov

### Coupe du monde
- Meilleur classement général : 31e en 2022.
- Meilleur résultat individuel : 8e.
- 4 podiums :
  - 4 podiums en relais : 1 victoire, 1 deuxième place et 2 troisièmes places.

Dernière mise à jour le 23 janvier 2022

#### Classements en Coupe du monde
| Saison    | Individuel | Individuel | Sprint | Sprint   | Poursuite | Poursuite | Mass start | Mass start | Général | Général  |
| Saison    | Points     | Position   | Points | Position | Points    | Position  | Points     | Position   | Points  | Position |
| --------- | ---------- | ---------- | ------ | -------- | --------- | --------- | ---------- | ---------- | ------- | -------- |
| 2021-2022 | 26         | 28e        | 93     | 29e      | 70        | 33e       | 10         | 42e        | 199     | 31e      |

#### Résultats détaillés en Coupe du Monde
| Saison    | 1      | 2      | 3      | 4   | 5      | 6   | 7      | 8      | 9      | 10    | 11     | 12     | 13     | 14  | 15  | 16  | 17     | 18     | 19  | 20  | 21  | 22  | 23  | 24  | 25  | 26  | Courses | Points | Classement |
| --------- | ------ | ------ | ------ | --- | ------ | --- | ------ | ------ | ------ | ----- | ------ | ------ | ------ | --- | --- | --- | ------ | ------ | --- | --- | --- | --- | --- | --- | --- | --- | ------- | ------ | ---------- |
| 2021-2022 | OST    | OST    | OST    | OST | HOC    | HOC | ANN    | ANN    | ANN    | OBE   | OBE    | RUH    | RUH    | ANT | ANT | PEK | PEK    | PEK    | PEK | KON | KON | OTE | OTE | OSL | OSL | OSL | 13/22   | 199    | 31e        |
| 2021-2022 | IN 15e | SP 23e | SP 74e | PU  | SP 63e | PU  | SP 18e | PU 25e | MS 26e | SP 8e | PU 11e | SP 23e | PU 17e | IN  | MS  | IN  | SP 19e | PU 39e | MS  | SP  | PU  | SP  | MS  | SP  | PU  | MS  | 13/22   | 199    | 31e        |

### Championnats d'Europe
| Édition / Épreuve   | Individuel | Sprint | Poursuite | Relais mixte | Relais mixte simple |
| ------------------- | ---------- | ------ | --------- | ------------ | ------------------- |
| Duszniki-Zdrój 2021 | —          | 10e    | 36e       | —            | —                   |

Légende :
- — : non disputée par Serokhvostov

### IBU Cup
- 1 podium en relais : 1 victoire.

### Championnats du monde juniors
| Édition / Épreuve | Individuel | Sprint | Poursuite | Relais               |
| ----------------- | ---------- | ------ | --------- | -------------------- |
| Lenzerheide 2020  | 28e        | 15e    | 14e       | Médaille d'or, monde |
| Obertilliach 2021 | 18e        | 21e    | 23e       | 10e                  |

Légende :
- : première place, médaille d'or
- : deuxième place, médaille d'argent
- : troisième place, médaille de bronze